# Paramontroseite
La paramontroseite è un minerale.